# Priez
Priez je francouzská obec v departementu Aisne v regionu Hauts-de-France. V roce 2012 zde žilo 55 obyvatel.

## Poloha obce
Sousední obce jsou: Courchamps, Hautevesnes, Monnes, Monthiers, Neuilly-Saint-Front a Sommelans.

## Vývoj počtu obyvatel
Počet obyvatel